# Tara Summers
Tara Summers (* 19. Dezember 1979 in London) ist eine britische Schauspielerin.

## Leben
Tara Summers wuchs im Londoner Stadtteil Chelsea als einzige Tochter des Kunsthändlers Martin Summers und der Bademodendesignerin Nona Summers auf. Über ihre Kindheit schrieb sie das autobiografische Stück Gypsy of Chelsea (dt.: Zigeunerin von Chelsea) und behandelte darin insbesondere die Kokainsucht und Suchtheilung ihrer Mutter Nona sowie deren Beziehung zur Mutter, der Bridge-Weltmeisterin Fritzi Gordon. Das Ein-Personen-Stück führte sie im Londoner Royal Court Theatre und im New Yorker Studio 54 selbst auf, die Erlöse kamen der Hilfsorganisation Action on Addiction zugute. 2001 machte Summers an der Brown University ihren Abschluss in Geschichte, weiterhin studierte sie an der London Academy of Music and Dramatic Art und am National Theater Institute.
Ihr Filmdebüt gab Summers 2003 in einer Nebenrolle in der US-Komödie Was Mädchen wollen, es folgten weitere Rollen unter anderem in Alfie (2004) und Factory Girl (2006). Größere Bekanntheit erlangte sie ab 2007 durch eine Hauptrolle in der US-amerikanischen Justizserie Boston Legal, wo sie in der vierten und fünften Staffel die Anwältin Katie Lloyd verkörperte. Zusammen mit den anderen Hauptdarstellern der Serie war Summers 2008 und 2009 bei den Screen Actors Guild Awards jeweils in der Kategorie „Bestes Schauspielensemble in einer Fernsehserie – Drama“ nominiert. Weitere Serienrollen hatte die Schauspielerin in Dirt (2007), Damages – Im Netz der Macht (2010) und Private Practice (2011). In der 2011 ausgestrahlten ersten Staffel der The-CW-Serie Ringer spielte sie Gemma Gallagher. 
2011 war Summers zusammen mit dem Schauspielkollegen Jack Davenport im Musikvideo zum Song Called Out in the Dark der britischen Band Snow Patrol zu sehen.

## Filmografie (Auswahl)
- 2003: Was Mädchen wollen (What a Girl Wants)
- 2004: Alfie
- 2006: The Wedding Album
- 2006: Rabbit Fever
- 2006: Factory Girl
- 2006: The Big One – Das große Beben von San Francisco (The Great San Francisco Earthquake, Fernsehfilm)
- 2006: The Wedding Album (Fernsehfilm)
- 2007: Dirt (Fernsehserie, 3 Folgen)
- 2007–2008: Boston Legal (Fernsehserie, 33 Folgen)
- 2010: Luster
- 2010: Damages – Im Netz der Macht (Fernsehserie, 5 Folgen)
- 2010: The Lake Effect
- 2010: 15 Minutes (Kurzfilm)
- 2011: Private Practice (Fernsehserie, 1 Folge)
- 2011: Ringer (Fernsehserie, 10 Folgen)
- 2012: Sons of Anarchy (Fernsehserie, 2 Folgen)
- 2012: CSI: New York (Fernsehserie, 1 Folge)
- 2012: Hitchcock
- 2013: Monday Mornings (Fernsehserie, 2 Folgen)
- 2013: 1%ERS (Kurzfilm)
- 2014: Rake (Fernsehserie, 13 Folgen)
- 2014–2015: Stalker (Fernsehserie, 6 Folgen)
- 2015: The Newsroom (Fernsehserie, 1 Folge)
- 2016–2017: Mercy Street (Fernsehserie, 12 Folgen)
- 2016–2019: Madam Secretary (Fernsehserie, 3 Folgen)
- 2017: Confessions of a Teenage Jesus Jerk
- 2017: Lucifer (Fernsehserie, 1 Folge)
- 2017: Good Wife (Fernsehserie, 1 Folge)
- 2018: Wanderland
- 2018: Driven
- 2018: Major Arcana
- 2018: Boy Boy Girl Girl (Kurzfilm)
- 2018: American Crime Story (Fernsehserie, 1 Folge)
- 2018: Dietland (Fernsehserie, 2 Folgen)
- 2019: Bull (Fernsehserie, 1 Folge)
- 2019: Elementary (Fernsehserie, 1 Folge)
- 2019: Ovid and the Art of Love
- 2020: Evil (Fernsehserie, 1 Folge)
- 2020: High Fidelity (Fernsehserie, 1 Folge)
- 2020: The Good Fight (Fernsehserie, 1 Folge)
- 2021: Ghostwriter
- 2022: Gigi & Nate
- 2022: Spoiler Alert
- 2022: Fleishman is in Trouble (Fernsehserie, 1 Folge)
- 2023: Extrapolations (Fernsehserie, 1 Folge)